# Jim Lea
James Whild Lea (Wolverhampton, 14 juni 1949) is een Britse rockbassist, gitarist, toetsenist en violist, die bekend werd als bassist van de glamrockband Slade.

## Biografie
Beïnvloed door de Franse jazzviolist Stéphane Grappelli, was Lea's eerste muzikale liefde de viool die hij op 10-jarige leeftijd begon te spelen. Zijn ouders Frank Lea en Edna Whild waren eigenaar van The Grange pub in Bilbrook, waar hij opgroeide. Hij bezocht de Codsall Comprehensive School - nu Codsall Community High School. Hij werd lid van het Staffordshire Youth Orchestra in 1961 en behaalde eersteklas onderscheidingen in een praktijkexamen in de Londense muziekschool, waarna hij overstapte naar piano, gitaar en uiteindelijk basgitaar. Hij speelde eerst gitaar en daarna basgitaar in de schooljongensband Nick & The Axemen.
De 16-jarige Lea deed audities voor de lokale band The 'N Betweens, waar drummer Don Powell, gitarist Dave Hill en zanger Johnny Howells al lid van waren. Hij werd aangenomen en verliet onmiddellijk de school. Toen Noddy Holder kort daarna toetrad, was de basis voor Slade gelegd. Howells verliet later de band. In december 1966 tekende The 'N Betweens bij EMI Music en hun eerste single You Better Run werd geproduceerd door Kim Fowley. Chas Chandler, voormalig lid van The Animals en voormalig manager/producent van Jimi Hendrix, zag en contracteerde ze in 1969 voor Fontana Records en hun naam werd veranderd in Ambrose Slade. Het album Beginnings werd opgenomen. Het was in 1969 dat Lea thuis How Does It Feel schreef, op een oude niet gestemde piano, waarvan de helft van de toetsen niet werkten. In 1970 nam Ambrose Slade een skinhead-imago aan en veranderde hun naam in Slade. Na hun eerste hit Get Down and Get with It in 1970, moedigde Chandler de band aan om hun eigen materiaal te schrijven en begon het songwriting-partnerschap van Lea en Holder. In de meeste gevallen schreef Lea de melodieën en concentreerde Holder zich op de tekst. Op het vervolg op Get Down and Get with It, Coz I Luv You, speelde Lea viool. Lea had de meest formele muzikale opleiding bij Slade.
In 1979 richtte Lea met zijn broer Frank Cheapskate Records op en maakte platen onder de naam The Dummies. In 1981 begon Lea met de productie van platen en produceerde hij enkele van Slade's opnamen. Na hun eerste hit in Amerika, zou Slade met Ozzy Osbourne door de Verenigde Staten toeren. Lea werd ziek na slechts één optreden met Osbourne, de band keerde terug naar huis en de oorspronkelijke bezetting met Lea en Holder zou nooit meer formeel live optreden. In een vraag-en-antwoordsessie voor zijn officiële website in maart 2017 merkte Lea op: In de afgelopen zes maanden heb ik er spijt van gehad dat ik niet terug ben gegaan naar de Verenigde Staten nadat ik ziek was in 1984. We deden een optreden met Ozzy en dat was het. We hadden terug moeten gaan!!!!! De opkomst van MTV zou een enorm verschil hebben gemaakt. In een Q&A-sessie voor zijn officiële website in maart 2017 onthulde Lea zijn drie favoriete Slade-nummers How Does It Feel, Far Far Away en Coz I Luv You. Hij identificeerde ook When the Lights Are Out van Old New Borrowed and Blue als een albumnummer die hij graag had gezien als een Slade-single.
Slade's gebrek aan succes aan het eind van de jaren 1970 deed Lea zich afvragen of hun materiaal beter zou worden ontvangen als het door een andere band werd opgenomen. Eind 1979 vormde Lea samen met zijn broer Frank The Dummies als zijproject. De groep bracht de drie singles When The Lights Are Out, Didn't You Use To Use To Be You en Maybe Tonite uit. Alle drie de singles kregen veel radio-airplay, maar de verkoop leed onder distributieproblemen. Didn't You Use To Use To Be You stond in de 'A'-afspeellijst van BBC Radio One en werd naar verwachting een top 10-hit. Later in 1992 werd het album A Day in the Life of the Dummies uitgebracht, dat al het door de band opgenomen materiaal bevatte.
Tijdens de jaren 1980 produceerde Lea ook alle opnamesessies van Slade (behalve enkele singles) en werd hij een steeds dominantere creatieve kracht binnen de band. Het was niet ongebruikelijk dat hij de gitaarpartijen van Holder, volgens sommigen die van Hill, opnam. In 1982 was Lea ook druk bezig met soloprojecten. Onder de naam China Dolls bracht hij het nummer One Hit Wonder uit, ondersteund door de B-kant Ain't Love Ain't Bad. One Hit Wonder was hetzelfde nummer als Didn't You Use To Use To Be You, oorspronkelijk uitgebracht in 1980 onder de naam The Dummies, terwijl de B-kant een cover was van het Slade-nummer It Ain 't Love But It Ain't Bad, van het album Whatever Happened To Slade uit 1977. In datzelfde jaar bracht Lea nog de single Poland uit, onder de naam Greenfields of Tong, met aan de B-kant een instrumentale versie. Poland was een bewerking van het Slade-nummer Lemme Love into Ya uit 1979.
Eind 1983 vergezelde Lea's bandmaat Noddy Holder hem in een recordproductie. Samen produceerden ze Girlschools cover van het T-Rex-nummer 20th Century Boy en het album Play Dirty met de twee Slade-nummers Burning in the Heat of Love en High and Dry. High and Dry was oorspronkelijk geschreven voor Girlschool, maar verscheen nog datzelfde jaar op Slade's album. Lea produceerde ook het door Holder/Lea geschreven Simple Love voor actrice en model Sue Scadding. Uitgebracht door Speed Records en met Lea's broer Frank op drums, behaalde de single geen commercieel succes. Aanvankelijk was het nummer bedoeld voor Slade, maar er is geen versie van de band bekend. De B-kant was de andere compositie Poland van Holder en Lea, die Lea het jaar ervoor zelf als single uitbracht onder de naam Greenfields of Tong. In 1984 produceerde Lea ook een album voor zanger/acteur Gary Holton. Lea speelde ook alle instrumenten (behalve drums, gespeeld door Geoff Seopardi) op twee singles van het album, Holtons coverversie van Catch a Falling Star en That's How the Story Goes. Geen van beide behaalde enig succes. In 1985 bracht Lea zijn enige solo-single Citizen Kane uit onder zijn eigen naam. Geschreven door zowel Holder als Lea, kenmerkte het Holder op achtergrondzang.
In 1986 produceerde en speelde Lea alle instrumenten behalve drums, gespeeld door de broer van Lea, op twee singles van Annabella Lwin. De eerste single was een cover van de Alice Cooper-hit School's Out, terwijl de andere single een versie was van Fever, geschreven door Eddie Cooley en John Davenport en eerder opgenomen door onder andere Little Willie John en Peggy Lee. Beide singles hadden geen enkele impact. Lea produceerde ook twee covers van de rockband The Redbeards From Texas, het The Beatles-nummer I Saw Her Standing There en Slade's eigen hit Gudbuy T'Jane uit 1972. Geen van beide was succesvol en zanger Steve Whalley zou later de zanger worden van Slade II. In 1988 produceerde Lea Shooting Me Down voor de Britse hardrockband Chrome Molly. De single, geschreven door Holder en Lea, kon zich niet plaatsen in de hitlijsten na het krijgen van veel airplay van BBC Radio 1 vanwege een geschil tussen I.R.S. Records en de distributeurs MCA Records. De band kon niet profiteren van de single en ze splitsten zich al snel. De band hield hun derde officiële fanclubconventie op Drummonds Convention, King's Cross, Londen.
Lea verliet Slade na het vertrek van Holder uit de band in 1992, omdat hij van mening was dat Slade alle vier of niets was. Hij kwam in 1993 in de onroerendgoedsector en ging in 1997 psychotherapie studeren, hoewel hij er geen carrière mee maakte. In 1994 bracht hij de single Hello Goodbye uit onder de naam Gang of Angels en tweemaal een bewerking van Coz I Luv You onder de namen The X Specials en Jimbo feat Bull. In 1998 begon hij met het schrijven en opnemen van nieuw materiaal en in 2000 bracht hij de single I'll Be John, You Be Yoko uit onder de naam Whild. In 2001 ontving hij de Gold Badge of Merit van de British Academy of Composers and Songwriters.
Sinds Slade begin 1984 stopte met toeren, heeft Lea slechts twee keer live opgetreden, een keer voor een lokaal protest tegen de ontwikkeling van een snelweg in zijn woongebied en nogmaals in 2002 voor een liefdadigheidsevenement op de Robin 2-locatie in Bilston, in de buurt van Slade's oude lokale pub The Trumpet. Later werd het optreden beschikbaar gesteld als download-only-livealbum en als een tweede schijf van zijn album Therapy. In 2007 bracht Lea zijn eerste soloalbum Therapy uit, dat op zijn website beschikbaar werd gesteld. Het werd positief onthaald bij het uitbrengen en bevat Lea's eigen versie van Slade's laatste single Universe. In 2016 bracht Wienerworld Therapy opnieuw uit op cd en bracht het voor het eerst ook op vinyl uit met bonustracks. Lost in Space, een nieuwe zes nummers tellende ep, werd uitgebracht op 22 juni 2018.

## Privéleven
Lea heeft huizen in Brewood, Staffordshire en Londen met zijn vrouw Louise. Ze trouwden in 1973 nadat ze elkaar voor het eerst hadden ontmoet als leerlingen van de Codsall Comprehensive School. Ze hebben twee kinderen, Kristian en Bonnie. In 2014 werd Lea gediagnosticeerd met - en behandeld voor - prostaatkanker, wat hij het jaar daarop openbaar maakte.

## Discografie

### Albums
- 1992: The Dummies – A Day in the Life of the Dummies (Receiver Records)
- 2007: James Whild Lea – Therapy (Jim Jam Records)
- 2007: Jim Lea – Replugged/Official Bootleg of Jim Jam Live in de Robin 2 16 november 2002+
- 2016: Jim Lea - Therapy (herpublicatie - 2 cd's inclusief drie nieuwe tracks en live van de Robin 2 CD) (Wienerworld)

### Singles
- 1979: The Dummies – When The Lights Are Out/She's The Only Woman (Cheapskate Records)
- 1980: The Dummies – When The Lights Are Out/She's The Only Woman (Pye Records)
- 1980: The Dummies – Didn't You Use To Use To Be You/Miles Out To Sea (Cheapskate Records)
- 1981: The Dummies – Maybe Tonite/When I'm Dancin' I Ain't Fightin' (Cheapskate Records)
- 1982: The China Dolls – One Hit Wonder/Ain't Love Ain't Bad (Speed Records)
- 1982: Greenfields of Tong – Poland/Poland (instrumentaal) (Speed Records)
- 1985: Jimmy Lea – Citizen Kane/Poland (instrumentaal) (Trojan Records)
- 1990: The Clout – We'll Bring The House Down/JimJam (instrumentaal) (Mooncrest Records)
- 1994: Gang of Angels – Hello Goodbye/JimJam (instrumentaal) (Shotgun Records)
- 1994: Jimbo featuring Bull – Coz I Luv You (Radio Edit) / Coz I Luv You (Bull Mix) / Coz I Luv You (Cowboy Mix) (Trojan Records)
- 1994: The X Specials – Coz I Luv You (Radio Edit) /Coz I Luv You (Violin Mix) / Coz I Luv You (Ragga Mix) (Receiver Records)
- 2000: Whild – I'll Be John, You'll Be Yoko/Mega Drive/I Go Wild (Jet Records)
- 2016: Jim Lea - Am I The Greatest Now? (Wienerworld - alleen download)
- 2017: Jim Lea - All Coming Back to Me Now (Wienerworld - alleen download, cd promo's bestaan)
- 2017: Jim Lea - The Smile of Elvis (Wienerworld - herbewerkte versie van de song - alleen cd promo)
- 2018: Jim Lea - Lost in Space (Wienerworld - alleen download, cd promo's bestaan)

### Ep's
- 2018: Jim Lea - Lost In Space ep: Lost in space/What in the world/Megadrive/Pure power/Going back to Birmingham/Through the fire (Wienerworld cd/ep)
- 2019: Op 26 mei 2019 kondigde Jim aan dat hij in de studio was geweest en dat er in het najaar een nieuwe single zou uitkomen, met een album dat begin 2020 zou volgen.

- International Standard Name Identifier: 0000 0000 8242 3883
- Library of Congress Control Number: n96116849
- MusicBrainz: 36d1c657-7b0e-4578-a4ce-916ec61307ba
- Nationale Bibliotheek van Tsjechië: ola2002152242
- Nationale Bibliotheek van Israël: 987007374081605171
- Nederlandse Thesaurus van Auteursnamen: 073928666
- Virtual International Authority File: 58354777